# Trichopilia laxa
Trichopilia laxa är en orkidéart som först beskrevs av John Lindley, och fick sitt nu gällande namn av Heinrich Gustav Reichenbach. Trichopilia laxa ingår i släktet Trichopilia och familjen orkidéer. Inga underarter finns listade i Catalogue of Life.